# Apanteles fundulus
Apanteles fundulus är en stekelart som beskrevs av Nixon 1965. Apanteles fundulus ingår i släktet Apanteles och familjen bracksteklar. Inga underarter finns listade i Catalogue of Life.